# Camposalinas
Camposalinas es una localidad situada en la comarca leonesa de Omaña, en el norte de España, a unos 1160 m s. n. m. de altitud. El actual pueblo cuenta con unos 40 habitantes y se fundó entre los siglos IX y X, ya que en el año 980 se cita en unos documentos de la catedral de Oviedo.
Durante la Edad Media fueron unos almacenes de sal, que llegaba a dicha localidad por los puertos de montaña de Luna y Babia y que posteriormente se repartía por arrieros. Existen restos de castros celtas y un posible poblamiento de la Edad del Bronce, ya que se encontró un "hacha de talón Hispanica" en dicha localidad, en el término del "sierro".
- Datos: Q5745973